# Comuna Șustivți, Camenița
Șustivți (în ucraineană Шустівці) este o comună în raionul Camenița, regiunea Hmelnîțkîi, Ucraina, formată din satele Ciornokozînți, Niverka, Novovolodîmîrivka și Șustivți (reședința).

## Demografie
Componența lingvistică a comunei Șustivți
     Ucraineană (99,3%)
     Alte limbi (0,7%)
Conform recensământului din 2001, majoritatea populației comunei Șustivți era vorbitoare de ucraineană (99,3%), existând în minoritate și vorbitori de alte limbi.